# Agrotis graslini
Agrotis graslini là một loài bướm đêm trong họ Noctuidae.